# 権力と栄光
『権力と栄光』（けんりょくとえいこう、英語: The Power and the Glory）は、1940年に出版されたグレアム・グリーンによる長編小説である。英国ではこの題名だったが、米国では『迷路のような道』（The Labyrinthine Ways）という題名で出版された。

## 概要
メキシコ革命の最中、政府によってカトリック教会は弾圧されていた。そうした状況の中酒に溺れ、メキシコ人女性をはらませた神父は警察当局に追跡され逃亡を続ける。苛立ちを強めた中尉は村人を人質に取り、神父を誘い出そうとする。
1930年代にグリーンはメキシコのタバスコ州を旅行し、そこで目撃したカトリック教会への迫害を小説化したものである。

## 登場人物
ウィスキー神父
その堕落した生活から「ウィスキー神父」というあだ名を付けられた。
中尉
警察官であり、カトリック教会摘発を目指している。
メスティーソ
農民。神父の逃亡を助けた廉で逮捕される。「メスティーソ」とはスペイン語で「混血児」という意味。
コーラル・フェローズ
アメリカ人少女。
ブリジッタ
ウィスキー神父の娘。
マリア
メキシコ人女性でブリジッタの母。
ホセ神父
ウィスキー神父の仲間。当局の弾圧に屈し、女性と結婚する。
ミスター・テンチ
メキシコで暮らす英国人で歯科医。生きる気力を失っている。
グリンチ
アメリカからメキシコに逃げて来た犯罪者。「グリンチ」とは、中南米のスペイン語で「英米の白人」という意味のスラング。
フェローズ大尉
コーラルの父親。
フェローズ夫人
コーラルの母親。夫婦は少女の死後にメキシコを去る。
ミスター・レーア
メキシコで暮らすドイツ系アメリカ人でルター派の信徒。
ミス・レーア
ミスター・レーアの妹で、彼の夫人の死後に兄の元にやって来る。
フアン
母親が少年に語って聴かせる本の登場人物。信仰熱心な少年として描かれている。

## 日本語訳
- 本多顕彰訳（新潮文庫） 1976年4月10日
- 斎藤数衛訳（早川書房） 2004年

## 映画化作品
- 逃亡者 (1947年の映画)